# Carl von Schéele (ingenjör)
Carl Herman Henrik Robert von Schéele, född 4 september 1893 i Harplinge församling, Hallands län, död 12 oktober 1961 i Halmstad, var en svensk elektroingenjör och skolledare. Han var far till Åke von Schéele.
Carl von Schéele, som var son till godsägare Götrik Carl Knut Herman Henrik von Schéele och Augusta Charlotta (Alin) Lund, avlade studentexamen i Skara 1913 och utexaminerades från Kungliga Tekniska högskolan 1918. Han var anställd vid Elektriska prövningsanstalten i Stockholm 1918–1919, vid AB Hallsta-Rimforsa elverk i Rimforsa 1919–1923, vid Södra Sveriges ångpanneförenings filial i Halmstad 1923–1938 och var rektor vid Halmstads yrkesskola från 1938. Han var ledamot av styrelsen för Halmstads ingenjörsförening 1926–1938.